# ساموتو (هيوغو)
مدينة ساموتو (بالإنجليزية: Sumoto) هي أحد المدن التابعة لمحافظة هيوغو. تأسست رسميًا في 11/02/2006. ويقدر عدد سكانها بـ 48631 نسمة حسب تقدير مكتب الإحصاء الياباني لعام 2012. تبلغ مساحة ساموتو 182.47 كم2. بكثافة سكانية تبلغ 267 نسمة/كم2.

## المناخ
يظهر الجدول التالي التغييرات المناخية على مدار السنة لساموتو:
| البيانات المناخية لـساموتو        | البيانات المناخية لـساموتو | البيانات المناخية لـساموتو | البيانات المناخية لـساموتو | البيانات المناخية لـساموتو | البيانات المناخية لـساموتو | البيانات المناخية لـساموتو | البيانات المناخية لـساموتو | البيانات المناخية لـساموتو | البيانات المناخية لـساموتو | البيانات المناخية لـساموتو | البيانات المناخية لـساموتو | البيانات المناخية لـساموتو | البيانات المناخية لـساموتو |
| الشهر                             | يناير                      | فبراير                     | مارس                       | أبريل                      | مايو                       | يونيو                      | يوليو                      | أغسطس                      | سبتمبر                     | أكتوبر                     | نوفمبر                     | ديسمبر                     | المعدل السنوي              |
| --------------------------------- | -------------------------- | -------------------------- | -------------------------- | -------------------------- | -------------------------- | -------------------------- | -------------------------- | -------------------------- | -------------------------- | -------------------------- | -------------------------- | -------------------------- | -------------------------- |
| متوسط درجة الحرارة الكبرى °م (°ف) | 8.0 (46.4)                 | 8.4 (47.1)                 | 11.8 (53.2)                | 17.8 (64.0)                | 22.1 (71.8)                | 25.1 (77.2)                | 29.2 (84.6)                | 30.6 (87.1)                | 26.5 (79.7)                | 20.8 (69.4)                | 15.8 (60.4)                | 10.7 (51.3)                | 18.9 (66.0)                |
| المتوسط اليومي °م (°ف)            | 4.7 (40.5)                 | 4.7 (40.5)                 | 7.6 (45.7)                 | 13.3 (55.9)                | 17.7 (63.9)                | 21.3 (70.3)                | 25.3 (77.5)                | 26.5 (79.7)                | 22.9 (73.2)                | 17.4 (63.3)                | 12.5 (54.5)                | 7.5 (45.5)                 | 15.1 (59.2)                |
| متوسط درجة الحرارة الصغرى °م (°ف) | 1.8 (35.2)                 | 1.6 (34.9)                 | 3.9 (39.0)                 | 9.4 (48.9)                 | 14.0 (57.2)                | 18.2 (64.8)                | 22.5 (72.5)                | 23.5 (74.3)                | 20.1 (68.2)                | 14.5 (58.1)                | 9.5 (49.1)                 | 4.6 (40.3)                 | 12.0 (53.5)                |
| الهطول مم (إنش)                   | 52.6 (2.07)                | 62.2 (2.45)                | 99.5 (3.92)                | 150.8 (5.94)               | 146.0 (5.75)               | 235.3 (9.26)               | 156.6 (6.17)               | 126.6 (4.98)               | 238.7 (9.40)               | 130.2 (5.13)               | 88.1 (3.47)                | 41.4 (1.63)                | 1٬528 (60.17)              |
| متوسط تساقط الثلوج سم (إنش)       | 2 (0.8)                    | 3 (1.2)                    | 1 (0.4)                    | 0 (0)                      | 0 (0)                      | 0 (0)                      | 0 (0)                      | 0 (0)                      | 0 (0)                      | 0 (0)                      | 0 (0)                      | 0 (0)                      | 6 (2.4)                    |
| متوسط الرطوبة النسبية (%)         | 66                         | 68                         | 68                         | 71                         | 74                         | 80                         | 81                         | 79                         | 79                         | 74                         | 71                         | 67                         | 73                         |
| ساعات سطوع الشمس الشهرية          | 145.7                      | 142.4                      | 177.5                      | 182.6                      | 203.3                      | 159.0                      | 202.7                      | 220.7                      | 156.1                      | 162.8                      | 141.5                      | 140.6                      | 2٬034٫9                    |
| المصدر: NOAA (1961-1990)          |                            |                            |                            |                            |                            |                            |                            |                            |                            |                            |                            |                            |                            |

## توأمة
لساموتو (هيوغو) اتفاقيات توأمة مع:
- كرنشتات